# Pablo Etchegoin
Pablo Gabriel Etchegoin (La Plata, 12 de septiembre de 1964 - Wellington, 29 de abril de 2013) fue un físico argentino-neozelandés, conocido por ser uno de los físicos de materia condensada más importantes del mundo.

## Carrera académica
Nació el 12 de septiembre de 1964 en la ciudad de La Plata (Provincia de Buenos Aires, Argentina). Se recibió como licenciado en ingeniería electrónica en la Universidad Nacional de La Plata. Continuó sus estudios en el Instituto de Física José A Balseiro, donde obtuvo una Licenciatura en Física en el año 1989. Completó su doctorado en el Instituto Max Planck de Física del Estado Sólido de Stuttgart con en 1994 junto con Manuel Cardona. Luego pasó un tiempo en la Universidad de Cambridge, así como también actuó como Senior Lecturer en el Imperial College Londo. Durante un tiempo regresó a la Argentina donde trabajó en la Comisión Nacional de Energía Atómica de dicho país. En el año 2003 se trasladó a la Universidad Victoria de Wellington, donde construyó un laboratorio de espectroscopia Raman. En 2004, recibió la Medalla TK Sidey, un premio creado por la Real Sociedad de Nueva Zelanda por investigaciones científicas destacadas.
Murió de cáncer de páncreas el 29 de abril de 2013.